# 第比利斯迪纳摩足球俱乐部
第比利斯迪納摩足球俱樂部是格魯吉亞第比利斯的一个足球俱樂部，於1925年成立。

## 榮譽
- 格魯吉亞足球超級聯賽
  - 冠軍：1990, 1991, 1992, 1993, 1994, 1995, 1996, 1997, 1998, 1999, 2003, 2005, 2008, 2013, 2014, 2016, 2019, 2020, 2022
- 格魯吉亞盃
  - 冠軍：1992, 1993, 1994, 1995, 1996, 1997, 2003, 2004, 2009, 2013, 2014, 2015, 2016
- 蘇聯足球超級聯賽
- 冠軍：1964, 1978
- 歐洲盃賽冠軍盃
  - 冠軍：1981